# Bussy-le-Grand
Pour les articles homonymes, voir Bussy.
Bussy-le-Grand est une commune française située dans le département de la Côte-d'Or, en région Bourgogne-Franche-Comté.
Elle fait partie de la communauté de communes du Pays d'Alésia et de la Seine.

## Géographie

### Hydrographie
Le Rabutin, affluent de l'Oze, traverse la commune.

### Climat
Pour des articles plus généraux, voir Climat de la Bourgogne-Franche-Comté et Climat de la Côte-d'Or.
En 2010, le climat de la commune est de type climat des marges montargnardes, selon une étude du Centre national de la recherche scientifique s'appuyant sur une série de données couvrant la période 1971-2000. En 2020, Météo-France publie une typologie des climats de la France métropolitaine dans laquelle la commune est exposée à un climat océanique altéré et est dans la région climatique  Lorraine, plateau de Langres, Morvan, caractérisée par un hiver rude (1,5 °C), des vents modérés et des brouillards fréquents en automne et hiver. 
Pour la période 1971-2000, la température annuelle moyenne est de 10,4 °C, avec une amplitude thermique annuelle de 16,6 °C. Le cumul annuel moyen de précipitations est de 900 mm, avec 13 jours de précipitations en janvier et 8,8 jours en juillet. Pour la période 1991-2020, la température moyenne annuelle observée sur la station météorologique de Météo-France la plus proche, « Montbard_sapc », sur la commune de Montbard à 15 km à vol d'oiseau, est de 11,4 °C et le cumul annuel moyen de précipitations est de 853,5 mm,. Pour l'avenir, les paramètres climatiques de la commune estimés pour 2050 selon différents scénarios d'émission de gaz à effet de serre sont consultables sur un site dédié publié par Météo-France en novembre 2022.

## Urbanisme

### Typologie
Au 1er janvier 2024, Bussy-le-Grand est catégorisée commune rurale à habitat dispersé, selon la nouvelle grille communale de densité à 7 niveaux définie par l'Insee en 2022.
Elle est située hors unité urbaine. Par ailleurs la commune fait partie de l'aire d'attraction de Venarey-les-Laumes, dont elle est une commune de la couronne,. Cette aire, qui regroupe 10 communes, est catégorisée dans les aires de moins de 50 000 habitants,.

### Occupation des sols
L'occupation des sols de la commune, telle qu'elle ressort de la base de données européenne d’occupation biophysique des sols Corine Land Cover (CLC), est marquée par l'importance des territoires agricoles (83,9 % en 2018), une proportion identique à celle de 1990 (83,9 %). La répartition détaillée en 2018 est la suivante : terres arables (70,1 %), forêts (15,2 %), prairies (12,9 %), zones urbanisées (0,9 %), zones agricoles hétérogènes (0,9 %). L'évolution de l’occupation des sols de la commune et de ses infrastructures peut être observée sur les différentes représentations cartographiques du territoire : la carte de Cassini (XVIIIe siècle), la carte d'état-major (1820-1866) et les cartes ou photos aériennes de l'IGN pour la période actuelle (1950 à aujourd'hui).

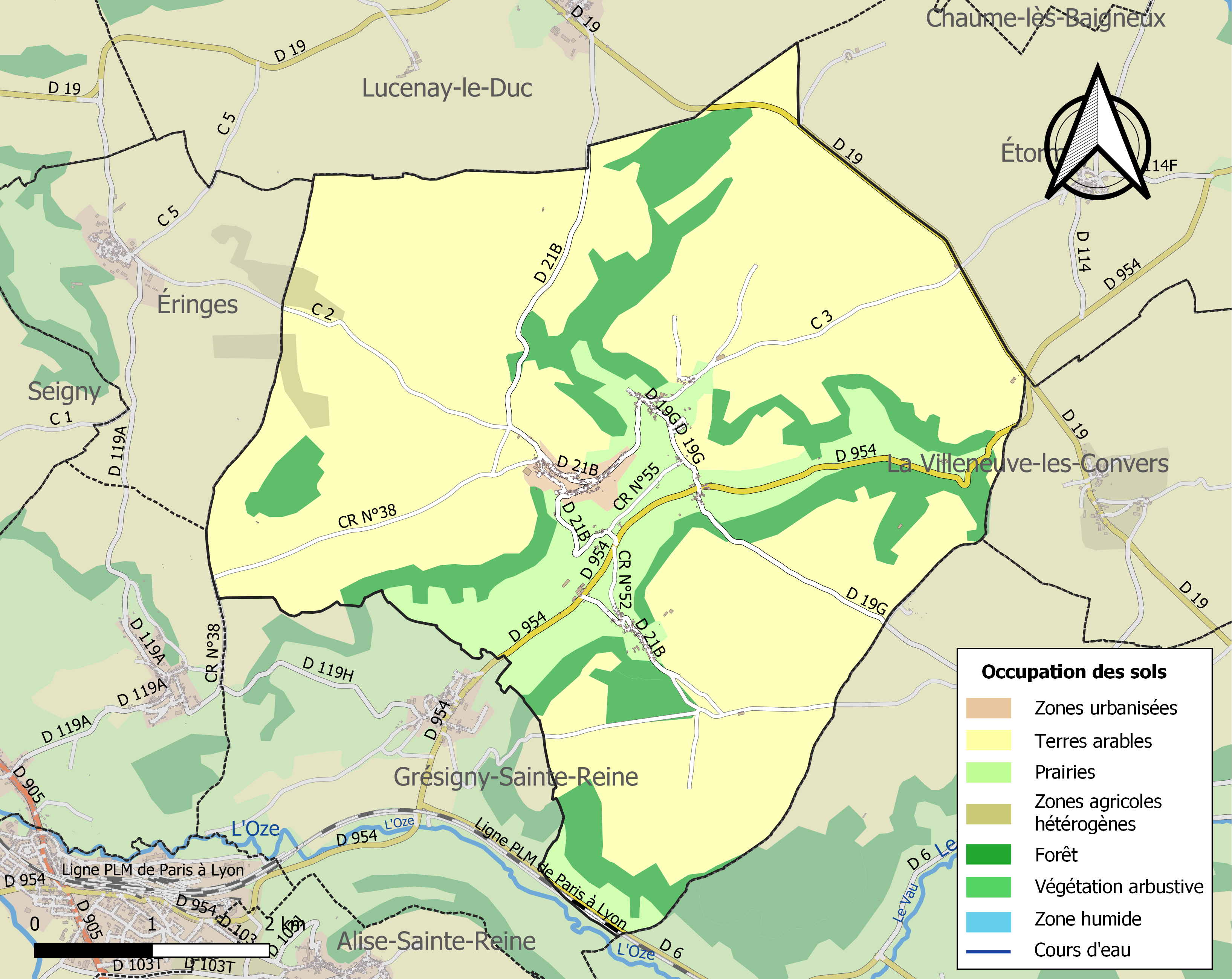
Carte des infrastructures et de l'occupation des sols de la commune en 2018 (CLC).

## Toponymie
La toponymie est attestée sous la forme capellanus Buxeii en 1176.
Il s'agit du nom d'homme latin Buccius suivi du suffixe -acum.

## Politique et administration
| Période   | Période   | Identité        | Étiquette | Qualité |
| --------- | --------- | --------------- | --------- | ------- |
| juin 1995 | mars 2008 | Bernard Farcy   |           |         |
| mars 2008 | mars 2020 | Michel Boutron  |           |         |
| mars 2020 | En cours  | Emmanuel Lavier |           |         |

## Démographie
L'évolution du nombre d'habitants est connue à travers les recensements de la population effectués dans la commune depuis 1793. Pour les communes de moins de 10 000 habitants, une enquête de recensement portant sur toute la population est réalisée tous les cinq ans, les populations de référence des années intermédiaires étant quant à elles estimées par interpolation ou extrapolation. Pour la commune, le premier recensement exhaustif entrant dans le cadre du nouveau dispositif a été réalisé en 2004.

En 2022, la commune comptait 306 habitants, en évolution de −3,16 % par rapport à 2016 (Côte-d'Or : +0,82 %, France hors Mayotte : +2,11 %).
| 1793  | 1800 | 1806 | 1821 | 1831 | 1836 | 1841 | 1846 | 1851 |
| ----- | ---- | ---- | ---- | ---- | ---- | ---- | ---- | ---- |
| 1 048 | 983  | 969  | 830  | 830  | 812  | 789  | 796  | 810  |

| 1856 | 1861 | 1866 | 1872 | 1876 | 1881 | 1886 | 1891 | 1896 |
| ---- | ---- | ---- | ---- | ---- | ---- | ---- | ---- | ---- |
| 760  | 725  | 731  | 717  | 684  | 649  | 654  | 606  | 576  |

| 1901 | 1906 | 1911 | 1921 | 1926 | 1931 | 1936 | 1946 | 1954 |
| ---- | ---- | ---- | ---- | ---- | ---- | ---- | ---- | ---- |
| 528  | 500  | 455  | 414  | 405  | 400  | 407  | 374  | 382  |

| 1962 | 1968 | 1975 | 1982 | 1990 | 1999 | 2004 | 2006 | 2009 |
| ---- | ---- | ---- | ---- | ---- | ---- | ---- | ---- | ---- |
| 419  | 367  | 312  | 298  | 246  | 267  | 265  | 273  | 309  |

| 2014 | 2019 | 2022 | - | - | - | - | - | - |
| ---- | ---- | ---- | - | - | - | - | - | - |
| 317  | 315  | 306  | - | - | - | - | - | - |

## Économie
Cette section ne s'appuie pas, ou pas assez, sur des sources secondaires ou tertiaires indépendantes du sujet.

Pour l'améliorer, ajoutez-en, ou placez des modèles {{Source secondaire souhaitée}} ou {{Source secondaire nécessaire}} sur les passages mal sourcés. (mars 2022)
- Gîtes d'étape et gîte de groupe de la Bretonnière, avec étang sur le Rabutin à l'est de la commune[passage promotionnel]
- Restaurant « Le Rabutin » avec service traiteur.[passage promotionnel]

## Sport
Le 31 août 2023 est créé à Bussy-le-Grand un club de fléchettes traditionnelles à pointe en acier portant le nom de : Darts de l'Auxois.
Le 1er septembre 2023, en une réunion publique, le logo du club réalisé par l'entreprise Alix Purpaidh est choisi et le club voit le jour. Son président est Romain Malandre.
Bussy-le-Grand accueil ainsi un club de sport, de plus, le club de fléchettes devient le premier club de fléchettes traditionnelles à pointe en acier de la région Bourgogne affilié à la Fédération Française de Darts (FFD).
Le club reçoit son officialisation de la préfecture de Côte d'Or le 21 septembre 2023, et ouvre officiellement le vendredi 20 octobre 2023 au premier étage de la salle André Frénaud.
Le club officialise dans la foulée son intégration à la Ligue Est de fléchettes et au Comité des Vosges à partir de la saison 2024-2025.
Entre septembre et novembre 2023, le club passe sur France Bleu Bourgogne, mais également fait la "Une" du Bien public et un article parait dans le journal du Châtillonnais et l’Auxois. La vision médiatique du club est importante au niveau local et régional, au point que le 8 décembre 2023, le club est l'invité de France 3 Bourgogne. 
La radio locale, Auxois FM (Venarey-les-Laumes) diffuse également et régulièrement des infos sur ses ondes concernant le club. 
Le 24 novembre 2023, le club qui compte alors plus de 30 adhérents, organise son premier tournoi (non officiel), face au club d'athlétisme de Venarey-les-Laumes. Au 1er janvier 2024, le club compte 36 adhérents.      
Le club est très entreprenant et plusieurs tournois sont organisés. Ainsi, la saison 2023-2024 s'achève avec 41 adhérents, dont 13 femmes.       
Le club lance une procédure auprès du Comité Départemental Olympique & Sportif pour obtenir le label "valide-handicapé", label que le club obtient pour 2 ans (2024-2026).       
En parallèle, Ange Leguay devenu président du club, créé le Comité de fléchettes traditionnelles des vignes de Bourgogne, dont le siège est également à Bussy-le-Grand. Ce comité qui regroupe les départements de l'Yonne, de la Côte d'Or et de la Saône-et-Loire permet de faire un championnat entre tous les clubs qui sont situés dans ses 3 départements. Le comité est affilié à la Ligue Est et à la Fédération Française de Darts.       
Le 6 avril 2025, Bussy-le-Grand accueil dans les anciennes écuries du Château de Bussy-Rabutin le 1er tournoi de fléchettes traditionnelles officiel sous l'égide de la F.F.D de l'Histoire de la région Bourgogne.       
Bureau du club 2024-2025 :
- Président : LEGUAY Ange
- Vice-Présidente : FERREY Vanessa
- Trésorier : GOVIN Mickaël
- Secrétaire : REMONDINI Sarah

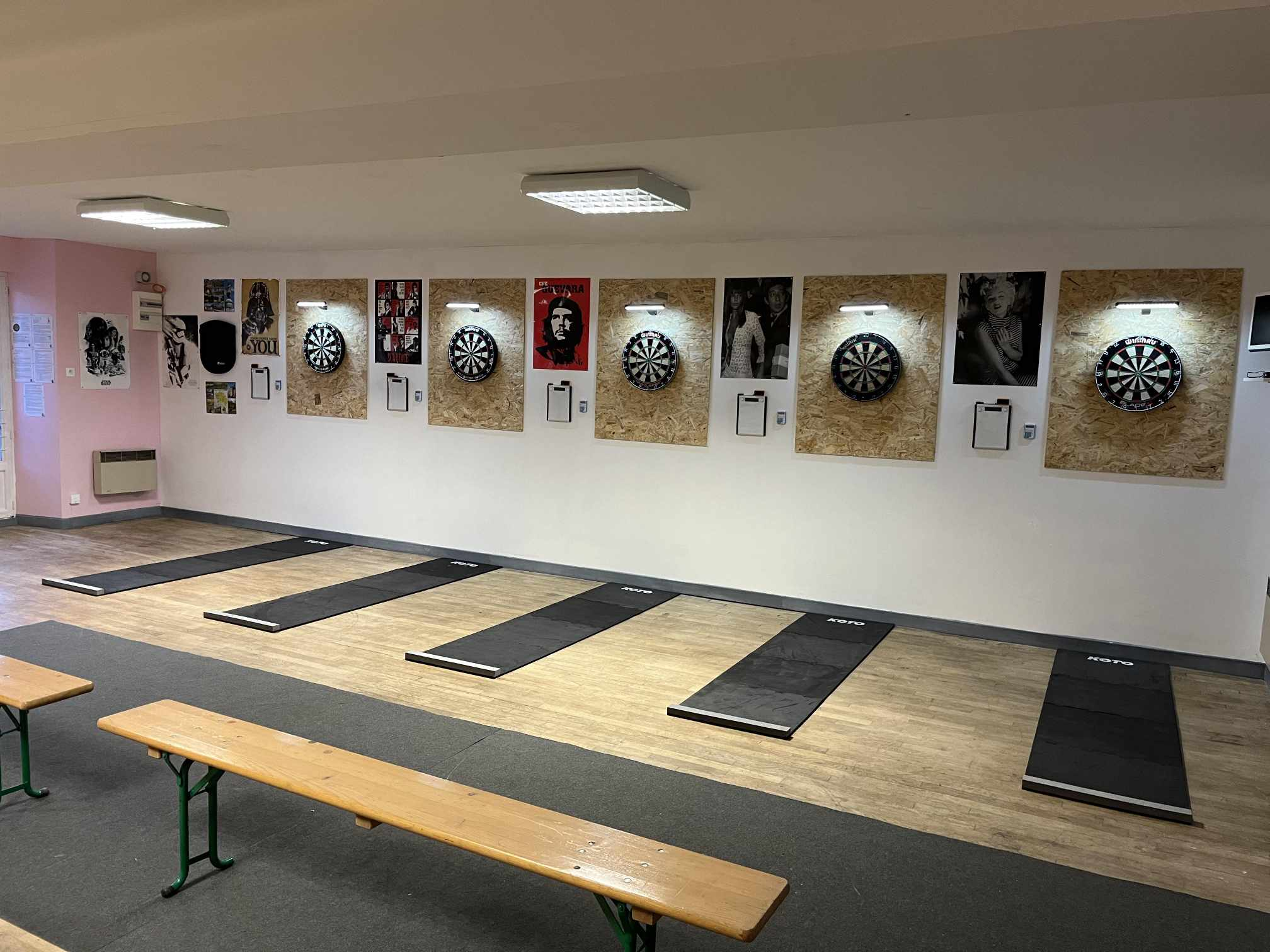
Salle de jeu du Darts de l'Auxois

- Chargé de communication : DURET Stéphane
- Responsable marketing : TUILLIER Ludivine

Partenaires du club 2024-2025 :
- La Fringale (Cry-sur-Armançon & Venarey-les-Laumes)
- Super U et Drive (Venarey-les-Laumes)
- Bi1 Venarey (Venarey-les-Laumes)
- Le Bazarium (Venarey-les-Laumes)
- Mercerie Ponnelle (Venarey-les-Laumes)
- Alésia Meubles (Venarey-les-Laumes)
- Chargueros & Associés (Venarey-les-Laumes)
- Mobileo Telecom (Venarey-les-Laumes & Montbard)
- Crédit Agricole De Champagne Bourgogne (Venarey-les-Laumes)
- Quincaillerie Février (Ménétreux-le-Pitois)
- EURL BVK (Bussy-le-Grand)
- A Fleur de Pot (Bussy-le-Grand)
- Crématorium Auxois-Morvan (Semur-en-Auxois)
- XTrem Graphic (Aisy-sur-Armançon)

## Culture locale et patrimoine

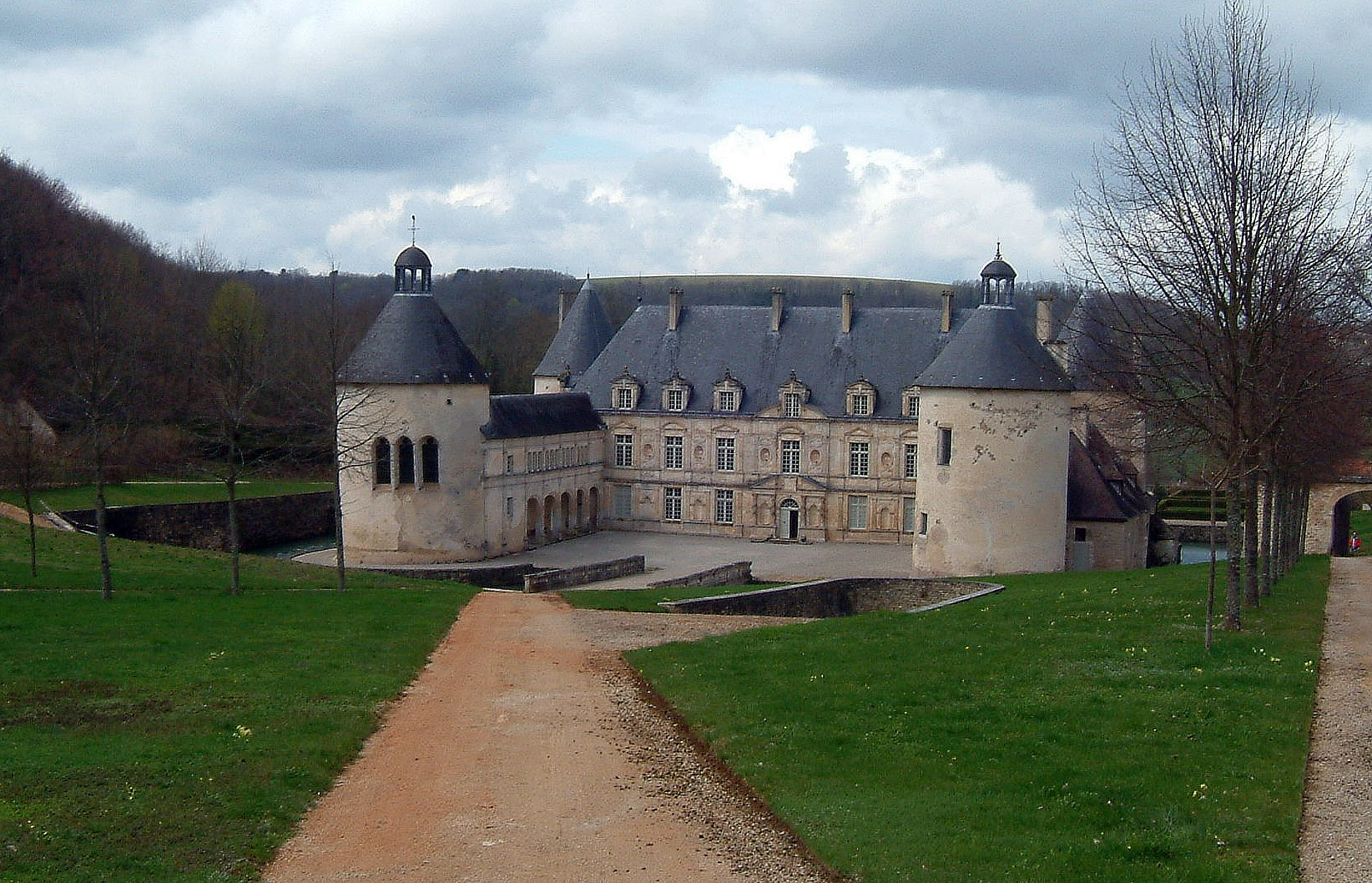
Château de Bussy-Rabutin, vue extérieure.

### Lieux et monuments
- Château de Bussy-Rabutin, classé au titre des monuments historiques par la liste de 1862.
- Église Saint-Antonin, initiée au XIIe siècle et classée en totalité au titre des monuments historiques par arrêté du 30 juin 1915.

### Personnalités liées à la commune
- Roger de Bussy-Rabutin (1618-1693), officier, écrivain, membre de l'Académie française.
- Jean-Andoche Junot (1771-1813), général de la Révolution et de l'Empire, né sur la commune.
- André Frénaud (1907-1993), poète et son épouse Monique Mathieu (1927-2024), relieuse et éditrice de livres artistiques[16].
- Douglas Gorsline (1913-1985), peintre et écrivain américain.